# Oscar Clemente Marroquín
Oscar Clemente Marroquín Godoy (Ciudad de Guatemala, 28 de diciembre de 1949) es un abogado, político, periodista y escritor guatemalteco, fue director del periódico La Hora, fue sucedido en ese cargo por su hijo Pedro Pablo Marroquín Pérez.

## Biografía
Marroquín fungió como Concejal Primero del Concejo Municipal de la Ciudad de Guatemala de 1974 a 1978 durante el gobierno municipal de Manuel Colom Argueta, también ocupó interinamente el puesto de Alcalde de la Ciudad de Guatemala durante once meses entre 1977 a 1978. Después de la salida de Marroquín del Partido Revolucionario,  se unió al partido Democracia Cristiana Guatemalteca y en las elecciones municipales de la Ciudad de Guatemala de 1985, fue candidato para alcalde de Ciudad de Guatemala en 1985. Marroquín quedó en tercer lugar (75.923 votos, 19.83%), siendo derrotado por Álvaro Arzú.
En julio de 2018, participó junto a la antigua fiscal general Thelma Aldana a una reunión en El Salvador con los partidos Encuentro por Guatemala, Libre y Movimiento Semilla; también con algunos representantes de grupos políticos como el extinto partido de extrema derecha Movimiento de Liberación Nacional, para explorar una posible coalición para elecciones presidenciales de 2019.
Marroquín era mencionado con frecuencia como el posible candidato vicepresidencial de Thelma Aldana, sin embargo estos rumores cesaron el 5 de marzo de 2019, cuando Movimiento Semilla anunció que Aldana había electo a Jonathan Menkos como candidato a vicepresidente por su experiencia como economista.

## Vida personal
Marroquín es nieto del ex Vicepresidente de Guatemala Clemente Marroquín Rojas e hijo de Oscar Jesús Marroquín Milla y Sara Victoria Godoy Cofiño.